# لورتا فورد
لورتا فورد (به انگلیسی: Loretta Ford؛ ۲۸ دسامبر ۱۹۲۰ – ۲۲ ژانویهٔ ۲۰۲۵) یک پرستار اهل ایالات متحده آمریکا بود.
او یکی از بنیانگذاران اولین برنامه پزشک پرستار بود. فورد در کنار هنری سیلور، متخصص اطفال، در سال ۱۹۶۵ در دانشگاه کلرادو برنامه تمرین پرستار کودکان را آغاز کرد. در سال ۱۹۷۲، فورد به عنوان رئیس دانشکده پرستاری به دانشگاه راچستر پیوست.
فورد در ۲۸ دسامبر ۲۰۲۰، صد ساله شد.

## مرگ
فورد در ۲۲ ژانویهٔ ۲۰۲۵، در سن ۱۰۴ سالگی درگذشت.